# Jaime de Borbón
Don Jaime de Borbón y Bourbon-Parma (właściwie Jaime Pío Juan Carlos Bienvenido Sansón Pelayo Hermenegildo Recaredo Álvaro Fernando Gonzalo Alfonso María de los Dolores Enrique Luis Roberto Francisco Ramiro José Joaquín Isidro Leandro Miguel Gabriel Rafael Pedro Benito Felipe de Borbón y de Borbón-Parma, ur. 27 czerwca 1870 w Vevey, zm. 2 października 1931 w Paryżu) – karlistowski pretendent do tronu Hiszpanii, jako Jakub III i legitymistyczny pretendent do tronu Francji, jako Jakub I, jedyny syn Carlosa de Borbón, księcia Madrytu (pretendenta do tronu Hiszpanii jako "Karola VII"), i Margarity de Parma, córki Karola III, księcia Parmy.

## Życiorys
Został ochrzczony w La Tour-de-Peilz 30 czerwca 1870 r. 2 sierpnia został przez ojca proklamowany karlistowskim księciem Asturii. Don Jaime odebrał wykształcenie w jezuickich szkołach Collège de Vaugirard w Paryżu oraz Beaumont College w Old Windsor. Od 1890 r. uczęszczał do Terezjańskiej Akademii Wojskowej w Wiener Neustadt. Po śmierci swojego dziadka, Don Juana, został 18 sierpnia 1887 r. ogłoszony przez legitymistów delfinem Francji.
W 1896 r. po ukończeniu studiów w Akademii, zaciągnął się do armii rosyjskiej. Początkowo służył w stopniu chorążego w łubieńskim pułku dragonów stacjonującym w Kiszynowie. Po niespełna roku, na własną prośbę przeniesiono go do Warszawy, gdzie służył w Grodzieńskim Pułku Huzarów. Szybko osiągnął rangę podpułkownika regimentu gwardii grodzieńskich huzarów. W latach 1900–1901 brał udział w ekspedycji przeciwko powstaniu bokserów w Chinach, walcząc w bitwie pod Beitang. W latach 1904–1905 brał udział w wojnie rosyjsko-japońskiej. Walczył m.in. w bitwach pod Liaoyang i Vafangon. W międzyczasie odbył podróż do Indochin, gdzie zawarł znajomość z tamtejszym gubernatorem generalnym Paulem Doumerem, późniejszym prezydentem Francji.
Po śmierci ojca 18 lipca 1909 Don Jaime odziedziczył jego pretensje do tronów Francji i Hiszpanii. Ogłosił się królem Hiszpanii Jakubem III (Jaime III) i królem Francji Jakubem I (Jacques Ier). Używał również tytułów księcia Madrytu (w Hiszpanii) i księcia Andegawenii (we Francji).
Don Jaime wystąpił następnie z rosyjskiej armii i przez następne lata mieszkał głównie w swoim majątku Schloss Frohsdorf w Lanzenkirchen w Austrii oraz w swoim apartamencie przy Avenue Hoche w Paryżu. Często odwiedzał Hiszpanię. Był również właścicielem majątku ziemskiego Villa dei Borbone w Tenuta Reale we Włoszech, który odziedziczył po swojej matce. Podczas I wojny światowej, jako były oficer rosyjskiej armii, znajdował się w areszcie domowym w Schloss Frohsdorf.
W kwietniu 1931 r. obalono w Hiszpanii monarchię i król Alfons XIII udał się na wygnanie. Don Jaime wydał wówczas manifest wzywający wszystkich monarchistów do walki o królewskie prawa. 23 września 1931 r. Don Jaime przyjął Alfonsa XIII w swoim paryskim apartamencie. 25 września Don Jaime złożył Alfonsowi i jego żonie, królowej Wiktorii Eugenii, wizytę w Hotel Savoy d'Avon niedaleko Fontainebleau. Alfons otrzymał wówczas od Don Jaime wstęgę Orderu Świętego Ducha. Don Jaime zmarł kilka dni po spotkaniu z Alfonsem. Nigdy się nie ożenił i nie pozostawił potomstwa. Jego pretensje do tronu Francji i Hiszpanii odziedziczył jego stryj, Don Alfonso Carlos, książę San Jaime.